# Julian Beck
Julian Beck (født 31. maj 1925, død 14. september 1985) var en amerikansk skuespiller, instruktør, digter og maler, der er kendt for sin rolle som den onde Pastor Henry Kane i Poltergeist II fra 1986 og som medstifter af The Living Theatre.

## Filmografi (udvalg)
- Poltergeist II (1986)

## Ekstern henvisning
- Julian Beck på Internet Movie Database (engelsk)
- Julian Beck på Svensk Filmdatabas (svensk)
- Julian Beck på AllMovie (engelsk)
- Julian Beck på The Movie Database (engelsk)
- Julian Beck på Encyclopædia Britannica Online (engelsk)